# Lista över slott och herrgårdar i Egentliga Finland
Listan visar de viktigaste slotten och herrgårdarna i landskapet Egentliga Finland i Finland.

## Slott i Egentliga Finland
Lista över slott i Egentliga Finland, Finland.
| Bild | Namn              | Kommun     | Byggår / Datering | Referens |
| ---- | ----------------- | ---------- | ----------------- | -------- |
|      | Aspenäs slott     | Salo       | 1500-talet        | [ 1 ]    |
|      | Gullranda         | Nådendal   | 1915              | [ 2 ]    |
|      | Hakastaro borg    | Salo       | 1250~             |          |
|      | Högholmen         | Kimitoön   | 1390~             | [ 3 ]    |
|      | Katanpää fästning | Gustavs    | 1915–1917         | [ 4 ]    |
|      | Kustö biskopsborg | S:t Karins | 1400              | [ 5 ]    |
|      | Stenberga slott   | Masko      | 1389              | [ 6 ]    |
|      | Villnäs slott     | Masko      | 1450              | [ 7 ]    |
|      | Qvidja slott      | Pargas     | 1480              | [ 8 ]    |
|      | Åbo slott         | Åbo        | 1280              | [ 9 ]    |

## Herrgårdar i Egentliga Finland
Lista över herrgårdar i Egentliga Finland, Finland.

### A
| Bild | Namn          | Kommun     | Grundat    | Byggår     | Arkitekt                     |
| ---- | ------------- | ---------- | ---------- | ---------- | ---------------------------- |
|      | Ala-Lemu gård | S:t Karins | 1567       | 1765       | Christian Friedrich Schröder |
|      | Amberla gård  | Vemo       | 1758       | 1922       | Erkki Väänänen               |
|      | Attu gård     | Pargas     | 1400-talet | 1700-talet |                              |

### B
| Bild | Namn            | Kommun     | Grundat    | Byggår | Arkitekt              |
| ---- | --------------- | ---------- | ---------- | ------ | --------------------- |
|      | Bergvik gård    | Salo       | 1796       | 1907   |                       |
|      | Brinkhalls gård | Åbo        | 1500-talet | 1793   | Gabriel von Bonsdorff |
|      | Buckila gård    | S:t Karins | 1400-talet | 1762   | Carl Wijnblad         |

### E
| Bild | Namn             | Kommun   | Grundat    | Byggår | Arkitekt                     |
| ---- | ---------------- | -------- | ---------- | ------ | ---------------------------- |
|      | Ekstensholm gård | Nådendal | 1630-talet | 1763   | Christian Friedrich Schröder |

### F
| Bild | Namn          | Kommun | Grundat    | Byggår | Arkitekt |
| ---- | ------------- | ------ | ---------- | ------ | -------- |
|      | Friskala gård | Åbo    | 1400-talet | 1803   |          |

### H
| Bild | Namn         | Kommun       | Grundat                | Byggår     | Arkitekt          |
| ---- | ------------ | ------------ | ---------------------- | ---------- | ----------------- |
|      | Haali gård   | Salo         | 1639                   | 1896       |                   |
|      | Haarla gård  | Salo         | 1400-talet             | 1830       |                   |
|      | Hannula gård | Masko        | 1200-talet/ 1300-talet |            |                   |
|      | Helgå        | Bjärnå, Salo |                        |            |                   |
|      | Hintsa gård  | Reso         |                        | 1837       | Carl Ludvig Engel |
|      | Huhko gård   | Reso         | 1500-talet             | 1700-talet |                   |
|      | Hämmäis gård | Salo         | 1921                   |            |                   |
|      | Härkälä gård | Somero       | 1613                   | 1800-talet |                   |

### I
| Bild | Namn         | Kommun            | Grundat    | Byggår | Arkitekt |
| ---- | ------------ | ----------------- | ---------- | ------ | -------- |
|      | Ingeris gård | Salo (S:t Betils) | medeltiden | 1800   |          |
|      | Ispois gård  | Åbo               |            | 1784   |          |

### J
| Bild | Namn          | Kommun             | Grundat    | Byggår                    | Arkitekt |
| ---- | ------------- | ------------------ | ---------- | ------------------------- | -------- |
|      | Juva gård     | Lundo (Tarvasjoki) | 1464       | 1756                      |          |
|      | Järppilä gård | Tövsala            | 1200-talet | 1897 (källare 1600-talet) |          |

### K
| Bild | Namn             | Kommun     | Grundat    | Byggår     | Arkitekt      |
| ---- | ---------------- | ---------- | ---------- | ---------- | ------------- |
|      | Kallmusnäs gård  | Salo       | 1379       | 1673       |               |
|      | Kankas gård      | Masko      | Medeltiden | 1500-talet |               |
|      | Kapellstrand     | Pargas     | 1400-talet |            |               |
|      | Karlberg gård    | Salo       |            | 1830-talet |               |
|      | Karuna gård      | Sagu       | 1500-talet | 1566       |               |
|      | Kettarsunds gård | Tövsala    | 1200-talet |            |               |
|      | Korpo gård       | Pargas     | 1650-talet |            | Charles Bassi |
|      | Koskis gård      | Salo       | 1679       | 1731       |               |
|      | Koskis gård      | Vemo       |            |            |               |
|      | Kustö gård       | S:t Karins | 1300-talet | 1738       |               |

### L
| Bild | Namn         | Kommun   | Grundat    | Byggår              | Arkitekt                                |
| ---- | ------------ | -------- | ---------- | ------------------- | --------------------------------------- |
|      | Lehtis gård  | Virmo    | 1435       | 1580 (källare) 1850 |                                         |
|      | Lemsjöholm   | Nådendal | Medeltiden | 1767                | Antas vara Christian Friedrich Schröder |
|      | Luolala gård | Nådendal | 1441       | 1800-talet          |                                         |

### M
| Bild | Namn         | Kommun   | Grundat    | Byggår                                          | Arkitekt |
| ---- | ------------ | -------- | ---------- | ----------------------------------------------- | -------- |
|      | Maanpää gård | Nådendal | 1437       | 1700-talet                                      |          |
|      | Monnois gård | Masko    | 1300-talet | 1586 (källare + våning 1) 1700-talet (våning 2) |          |

### N
| Bild | Namn       | Kommun | Grundat    | Byggår                          | Arkitekt |
| ---- | ---------- | ------ | ---------- | ------------------------------- | -------- |
|      | Nynäs gård | Nousis | 1300-talet | 1500-talet (källare) 1700-talet |          |

### O
| Bild | Namn          | Kommun | Grundat    | Byggår | Arkitekt |
| ---- | ------------- | ------ | ---------- | ------ | -------- |
|      | Ordenoja gård | Pöytis | 1850-talet |        |          |

### P
| Bild | Namn           | Kommun   | Grundat    | Byggår                     | Arkitekt               |
| ---- | -------------- | -------- | ---------- | -------------------------- | ---------------------- |
|      | Perno gård     | Åbo      | Medeltiden | Medeltiden (källare), 1918 | Frans Hjalmar Ahlström |
|      | Piipanoja gård | Åbo      | 1540       | 1880-talet                 |                        |
|      | Poiko gård     | Nådendal |            | 1828                       |                        |
|      | Pukkila gård   | Salo     | 1500-talet | 1865                       |                        |

### R
| Bild | Namn         | Kommun     | Grundat    | Byggår | Arkitekt |
| ---- | ------------ | ---------- | ---------- | ------ | -------- |
|      | Radelma gård | S:t Karins | Medeltiden | 1792   |          |

### S
| Bild | Namn                          | Kommun   | Grundat    | Byggår                    | Arkitekt        |
| ---- | ----------------------------- | -------- | ---------- | ------------------------- | --------------- |
|      | Saaris gård                   | Virmo    | 1295       | 1560-talet (källare) 1779 |                 |
|      | Sjölax gård                   | Kimitoön | 1500-talet | 1800-talet                |                 |
|      | Soininen gård                 | Nådendal | 1600-talet | 1865                      |                 |
|      | Spurila gård                  | Pemar    | Medeltiden | 1700-talet                |                 |
|      | Suikkila gård                 | Åbo      |            | 1804                      |                 |
|      | Sundholms gård                | Nystad   | Medeltiden | 1770 (källaren äldre)     |                 |
|      | Särkilax gård / Stor-Särkilax | Tövsala  | 1332       |                           |                 |
|      | Söderlångvik gård             | Kimitoön |            | 1935                      | Wäinö Palmqvist |

### T
| Bild | Namn           | Kommun | Grundat    | Byggår | Arkitekt                     |
| ---- | -------------- | ------ | ---------- | ------ | ---------------------------- |
|      | Tammenpää gård | Salo   | 1800-talet | 1868   | Aleksei Matvejev             |
|      | Tykö gård      | Salo   |            | 1770   | Christian Friedrich Schröder |

### V
| Bild | Namn            | Kommun   | Grundat    | Byggår                 | Arkitekt                     |
| ---- | --------------- | -------- | ---------- | ---------------------- | ---------------------------- |
|      | Vanhalinna      | Lundo    | Medeltiden | 1927                   | Onni Touru                   |
|      | Viksberg gård   | Pemar    | Medeltiden | 1770-talet             | Christian Friedrich Schröder |
|      | Viljais gård    | Nådendal | Medeltiden |                        |                              |
|      | Vuorentaka gård | Salo     | 1500-talet | 1500-talet, 1800-talet | Peter Georg Sundius          |
|      | Västankärr gård | Kimitoön | 1620-talet | 1700-talet             |                              |

### W
| Bild | Namn         | Kommun | Grundat    | Byggår | Arkitekt      |
| ---- | ------------ | ------ | ---------- | ------ | ------------- |
|      | Wiurila gård | Salo   | 1400-talet | 1811   | Charles Bassi |

### Y
| BIld | Namn                      | Kommun     | Grundat | Byggår     | Arkitekt |
| ---- | ------------------------- | ---------- | ------- | ---------- | -------- |
|      | Yli-Lemu gård (Lemo gård) | S:t Karins | 1410    | 1800-talet |          |
|      | Yläne gammelgård          | Pöytis     |         | 1790-talet |          |

### Å
| Bild | Namn        | Kommun | Grundat    | Byggår     | Arkitekt                  |
| ---- | ----------- | ------ | ---------- | ---------- | ------------------------- |
|      | Åminne gård | Salo   | 1300-talet | 1790-talet | Carl Christoffer Gjörwell |